# Cantó de Lillers
El cantó de Lillers és un cantó francès del departament del Pas de Calais, situat al districte de Béthune. Té 9 municipis i el cap és Lillers.

## Municipis
- Busnes
- Calonne-sur-la-Lys
- Gonnehem
- Guarbecque
- Lillers
- Mont-Bernanchon
- Robecq
- Saint-Floris
- Saint-Venant

## Història
| Data d'elecció                           | Identitat       | Partit                        | Qualitat |
| ---------------------------------------- | --------------- | ----------------------------- | -------- |
| 1945-1967                                | M. Toursel      | MRP, després PPUS             |          |
| 1967-1979                                | Jacques Vincent | SFIO, després PS, després UDF |          |
| 1979-1985                                | André Rosenberg | PCF                           |          |
| 1985-2002                                | André Flajolet  | RPR, després UMP              |          |
| 2002-                                    | Lucien Andriès  | PCF                           |          |
| les dades anteriors no són pas conegudes |                 |                               |          |
|                                          |                 |                               |          |

## Demografia
| A partir de 1990: Població sense dobles comptes |